# Hans Heberle
Hans Heberle (* 1597 in Neenstetten; † 1677) war ein schwäbischer Schuhmacher, Bauer und Chronist des Dreißigjährigen Krieges. Sein autobiografisches „Zeytregister“ gilt in der Geschichtswissenschaft als wichtiges „Ego-Dokument“ des 17. Jahrhunderts.

## Leben
Hans Heberle wurde im Frühling 1597 als Sohn eines Schuhmachers in Neenstetten am Südrand der Schwäbischen Alb, nördlich der Stadt Ulm geboren.	Seine Mutter starb, als er vier Jahre alt war. Er hatte zwei leibliche Geschwister, drei Stiefgeschwister mütterlicherseits und neun Stiefgeschwister väterlicherseits aus einer weiteren Ehe des Vaters.
Er besuchte, wohl als einziges Kind der Familie, die Schule und konnte lesen und schreiben. Mit 14 Jahren begann er eine Schuhmacherlehre in der Werkstatt seines Vaters und ging später auf Wanderschaft, die er bis in das Gebiet zwischen der Fränkischen Alb und der Schwäbischen Alb ausdehnte. Im Sommer 1622 kehrte er in seine Heimat zurück. Noch vor seiner Verheiratung erwarb Heberle ein Söldgut (mit Haus, Hofraite, Stadel, Garten, Krautgarten und einem Viertel Gemeindeacker) in Weidenstetten, einem Dorf 15 Kilometer nördlich von Ulm, wo er neben seinem Schuhmacherhandwerk auf der Hofstelle als „Nebenerwerbslandwirt“ eine kleine Landwirtschaft führte. Mehrfach musste er in dieser Zeit Kriegsdienst im Landesausschuss leisten.
Im Oktober 1627 heiratete er. Aus der Ehe mit seiner Frau Anna gingen zehn Kinder hervor, von denen sieben gleich nach der Geburt starben. Im Sommer 1634 hatte das Ehepaar noch fünf Kinder. Weitere Kinder starben im Kindesalter während des Dreißigjährigen Krieges. Zwei kleinere Geschwister, darunter der dreijährige Sohn Thomas, starben 1634 in Ulm, ebenso wie Heberles Stiefmutter, sein Bruder und drei Schwestern, an der Pest. Die siebenjährige Tochter Chatreina und der Sohn Johannes starben im Herbst 1635, vermutlich am Hunger, während der großen Hungersnot, während der Heberle sogar bis nach Augsburg reiste, um billiges Brot für die Familie zu bekommen.
Als im April 1635 sein Vater an der Pestepidemie starb, übernahm Hans Heberle den Familienbetrieb in Neenstetten. Von seinen insgesamt zehn Kindern überlebten ihn lediglich zwei. Eine seiner Töchter, die das Ende des Dreißigjährigen Krieges miterlebt hatte, verstarb im Kindbett. Heberle, der es „mit seinem Handwerk und der kleinen Landwirtschaft zu bescheidenem Wohlstand gebracht hatte“, starb 1677 im Alter von fast 80 Jahren.

## Heberles „Zeytregister“
Nachdem er Ende November 1618 Augenzeuge der Großen Kometenerscheinung geworden war, begann Heberle, von dunklen Vorahnungen angetrieben, im Alter von 21 Jahren mit dem Abfassen einer Chronik, die anfangs zunächst nur aus einzelnen Notizen bestand. Bestärkt wurde Heberle in seiner Absicht, seine Erlebnisse sowie die wichtigen Ereignisse seiner Zeit aufzuschreiben, durch die berühmte „Cometen-Predigte“, die der Ulmer Superintendent Konrad Dieterich am zweiten Adventssonntag des Jahres 1618 gehalten hatte.
Ab 1634 begann Heberle mit der Reinschrift der Chronik und führte diese regelmäßig fort. Der letzte Eintrag stammt aus dem Jahr 1672. Heberles Chronik, eine Mischung von Ereignissen und ihren Folgen, entstand aus Heberles eigener Anschauung und Zeitzeugenschaft, aus Gesprächen mit Reisenden und aus Informationen, die in Flugblättern und Flugschriften übermittelt wurden. Dabei trug er eine Vielzahl von lokalen, regionalen sowie Nachrichten aus dem Alten Reich zusammen. Persönliche Erfahrungen verband er mit der Schilderung von Kriegsereignissen. Seinem eigenen Lebenshintergrund entstammt sein breites Interesse für das Wetter, Naturerscheinungen, Ernte und Preise, die in der Chronik ihren Niederschlag fanden. Auch berichtete Heberle über die Geldentwertung, die in den ersten Jahren des Dreißigjährigen Krieges einsetzte. Heberles Chronik ist durchzogen von Religiosität, Gottvertrauen, aber auch von Humor. Heberle selbst war überzeugter Protestant.
Intensiv dokumentierte Heberle in seinem „Zeytregister“ seine zahlreichen Fluchten, insbesondere in die schützenden Mauern der Stadt Ulm, zu denen die Landbevölkerung ab Weihnachten 1631 durch das Herannahen fremder Truppen immer wieder genötigt wurde. Den Dreißigjährigen Krieg erlebte er persönlich ab 1634, als er nach der Schlacht von Nördlingen erstmals fliehen musste. Seine Fluchten nummerierte Heberle durch, womit er begann, als die Zahl seiner Fluchten noch einstellig war. Bis 1634 hatte die Familie bereits fünfmal fliehen müssen. Im August 1634 flohen die Heberles erneut vor den schwedischen Truppen nach Ulm und kehrten im September 1634 zurück nach Weidenstetten, wo der nur vier Wochen alte Sohn Bartholme starb. Im Winter 1643 musste Heberle mit seiner Familie die Stadt Ulm verlassen, nachdem der Rat der Reichsstadt Ulm die Landbevölkerung unter Androhung von Strafgeldern zur Heimkehr aufgefordert hatte, da die Stadt vollkommen überfüllt war. Im Sommer 1646 notierte Heberle seine 23. Flucht. Bis zum Spätherbst 1648, es war seine 29. oder 30. dokumentierte Flucht, war Heberle über 30 Mal vor plündernden, mordenden und marodierenden Banden unterschiedlicher Kriegsparteien in die Stadt Ulm sowie in benachbarte Dörfer oder in die Wälder geflohen. Den Friedensschluss 1648 erlebte er in der Stadt Ulm.
Heberles „Zeytregister“ stellt ein „seltenes Beispiel“ von privaten Aufzeichnungen aus Heberles gesellschaftlicher Schicht des Handwerker- und Bauernstands dar. Es gilt als „einzigartige Hinterlassenschaft eines bäuerlichen Schriftstellers des 17. Jahrhunderts“. Heberles Chronik „zählt zu den bekanntesten Ego-Dokumenten des 17. Jahrhunderts“, da es sich um eine der wenigen Darstellungen des Dreißigjährigen Krieges aus dörflicher Perspektive handelt.
Der Ulmer Historiker Gerd Zillhardt wählte Heberles Chronik zum Gegenstand seiner 1975 vom Stadtarchiv Ulm veröffentlichten Dissertation Der Dreißigjährige Krieg in zeitgenössischer Darstellung, in der er neben dem gesamten Text der Chronik eine Darstellung der damaligen politischen, wirtschaftlichen, militärischen, geistigen und kulturellen Umstände in Ulm und Umgebung sowie des Lebens und der Lebensumstände Heberles liefert.
Die Chronik Heberles diente auch als Quelle für einen Zweiteiler der ZDF-Dokureihe „Terra X“, der den Dreißigjährigen Krieg (1618–1648) darstellt. Hans Heberle aus dem heutigen Alb-Donau-Kreis gehört neben dem Söldner Peter Hagendorf, dem Jesuitenpater Caspar Wiltheim, der Soldatenfrau Elisabeth Gemmeroth († 1636) und der Schwabacher Müllerin Anna Wolf zu den historischen Protagonisten der Dokumentation, die über den Krieg aus der Sicht von Zeitzeugen berichtet. Hans Heberle wird in der TV-Dokumentation von dem Schauspieler Brian Völkner gespielt.